# Grace Park (golfista)
Grace Park (nascida em 6 de março de 1979) é uma jogadora profissional sul-coreana de golfe. Profissionalizou-se em 1999 e já ganhou seis torneios LPGA. Natural de Seul, Coreia do Sul, Grace se mudou para o Havaí aos doze anos e depois para o Arizona, nos Estados Unidos. Lá, ela recebeu, em 1996, o Prêmio Dial de melhor aluna atleta do ensino médio.